# Woodbridge (Nova Jersey)
Woodbridge é uma cidade  localizada no estado americano de Nova Jersey, no Condado de Middlesex.

## Demografia
Segundo o censo americano de 2000, a sua população era de 97.203 habitantes.

## Geografia
De acordo com o United States Census Bureau tem uma área de
62,7 km², dos quais 59,6 km² cobertos por terra e 3,1 km² cobertos por água.
As localidades vizinhas a Woodbridge Township são:
- Avenel (bev. 17.552)
- Colonia (17.811)
- Fords (15.032)
- Hopelawn geen CDP
- Iselin (16,698)
- Keasbey geen CDP
- Menlo Park Terrace geen CDP
- Port Reading (3829)
- Sewaren (2780)
- Woodbridge, CDP (18.309)

## Localidades na vizinhança
O diagrama seguinte representa as localidades num raio de 4 km ao redor de Woodbridge.